# Súng tiểu liên Type 100
Súng tiểu liên Shiki 100 (tiếng Nhật: 一〇〇式機関短銃, Hyaku-shiki kikan-tanjū) hay Type 100 là loại súng tiểu liên duy nhất của Đế quốc Nhật Bản được sản xuất đại trà trong Thế chiến 2. Chúng được trang bị chủ yếu cho Lục quân Đế quốc Nhật Bản. Sau chiến tranh, khẩu súng này được nhìn thấy sử dụng bởi lính Việt Minh trong giai đoạn đầu Chiến tranh Đông Dương (1946-1950)

## Thiết kế
Thiếu tướng pháo binh Quân đội hoàng gia Nhật Bản Kijiro Nambu, người được mệnh danh là "John Browning của Nhật Bản" đã thiết kế thành công mẫu súng này vào năm 1940. Ông Nambu thiết kế mẫu súng này dựa theo mẫu Solothurn S1-100 (hay còn được biết đến với cái tên MP-34) mà Nhật Bản mua từ Steyr (của Áo) trong những năm 1930.
Súng nhanh chóng được đưa vào sản xuất từ cuối năm 1940 tại Công ty sản xuất vũ khí Nambu có trụ sở tại Tokyo để trang bị cho Quân đội hoàng gia Nhật Bản. Shiki 100 là súng tiểu liên đầu tiên được cung cấp cho Lục quân Đế quốc Nhật Bản vào năm 1941. Các tướng lĩnh cũng như binh lính Nhật Bản đã bất ngờ về sức mạnh cũng như tốc độ bắn của nó. Súng được sử dụng lần đầu tiên bởi lính thủy đánh bộ Nhật khi xâm chiếm Trung Quốc (1940).
Shiki 100 là đại diện cho sự hiện đại hóa của quân đội Nhật trong thời đại súng máy: Hoàn toàn tự động, làm mát bằng không khí, tự động lên đạn bằng phản lực bắn và nạp đạn bằng băng đạn gắn ngoài gồm 30 viên. Và không giống như các loại súng tiểu liên thông thường (đây là đặc điểm riêng của Nhật Bản) là nó có gắn một bộ phận để lắp lưỡi lê bên dưới nòng súng.
Shiki 100 có mạ crôm để chống bị ăn mòn khi chiến đấu trong điều kiện rừng nhiệt đới tại châu Á. Các mẫu sau cũng có thể gắn thêm chân chống hay bộ phận chống giật giống như mẫu dành cho lính dù.

## Phiên bản đầu tiên
Tháng 11 năm 1939 đến việc phát hành Type 3C, bao gồm phanh mõm hai khe. Sau khi hoàn thành gần như đầy đủ chu kỳ thử nghiệm của phiên bản này, nó đã được ‎‎Quân đội Đế quốc Nhật Bản‎‎ thông qua vào mùa hè năm 1940 với tên gọi Súng Tiểu liên Type ‎‎100‎‎ (được biết đến trong văn học phương Tây là "Type 100/40"). Tuy nhiên, không có đơn đặt hàng lớn nào được thực hiện cho vũ khí mới vì sự quan tâm của quân đội đã chuyển sang ‎‎súng máy hạng nhẹ Type 99 7,7mm ‎‎mới. Không cần một "khẩu súng tiểu liên" trong chiến thuật của Quân đội Hoàng gia. Theo một hợp đồng quân sự ưu tiên thấp, Type 100 bắt đầu được triển khai vào tháng 8 năm 1942, với số lượng không quá 1.000 chiếc, trong đó khoảng 200 chiếc đã được chuyển đổi sang các phiên bản có báng  gấp để sử dụng cho ‎‎lính dù quân đội.‎‎ ‎‎‎Chúng đã được chuyển đổi (cùng với các thiết kế tương tự cho ‎‎súng trường Arisaka)‎‎sau khi gặp rắc rối với vũ khí được thả trong túi riêng biệt với lính dù, chẳng hạn như trong ‎‎Trận Palembang,‎‎và dự định sẽ được lưu trữ trong một túi gắn liền với túi xách của người nhảy. Phiên bản lính nhảy dù được các đồng minh gọi là "Hải quân Type 100". ‎
‎Số lượng hạn chế của mô hình Type 100 đầu tiên đã được chuyển đến ‎‎quần đảo Solomon‎‎ vào cuối năm 1942 để thử nghiệm quân sự. Một lô nhỏ đã được chuyển đến ‎‎Guadalcanal,‎‎nhưng phần còn lại của các lô hàng đã bị đánh chìm trước khi đến mục tiêu. Một vài mô hình rất sớm, không có phanh mõm, nhưng với một bipod và một cảnh tượng lên đến 1.500 mét ("biến thể kỵ binh" của Model 3B), đã bị người Anh thu được trong giai đoạn cuối của ‎‎Chiến dịch Miến Điện,‎‎được đưa vào bởi quân tiếp viện Nhật Bản. ‎‎ Trong số các biến thể lính nhảy dù, một số đã bị tịch thu được ở Luzon trong ‎‎Chiến dịch Philippines.‎

## Các biến thể
Nambu Type 100/40 là mẫu đầu tiên. Nó chỉ được trang bị cho lực lượng làm nhiệm vụ đặc biệt của Lục quân Đế quốc Nhật Bản trong giai đoạn 1941-1943. Mẫu này có cấu tạo rất phức tạp. Một điều bất lợi nữa là nó hay bị kẹt đạn. Công ty sản xuất vũ khí Nambu đã sản xuất khoảng 100 khẩu súng loại này trong thời gian từ 1940-1943.
Nambu Type 100/44 là mẫu Nambu Type 100/40 được đích thân tướng Kijiro Nambu tiến hành hiện đại hóa vào năm 1944 khi mà Quân đội hoàng gia Nhật Bản đang đối mặt nguy cơ thua trận trước Quân đội Mỹ ở Mặt trận Thái Bình Dương. Họ đã hối thúc nhà máy vũ khí của ông Nambu tăng cường sản xuất mẫu súng này để đối trọng với mẫu Thompson của Mỹ. Mẫu này được đánh giá ổn định hơn nhiều so với mẫu Type 100/40. Công ty sản xuất vũ khí Nambu đã sản xuất được khoảng 7500 khẩu súng loại này trong thời gian từ 1944-1945.
Khi chiến tranh kết thúc, người Mỹ chỉ thu được khoảng hơn 1000 khẩu súng loại này. Họ mang một ít về Mỹ để bán lại cho các bảo tàng, trường bắn, công ty làm phim, làm game về Thế chiến 2 với giá rẻ. Số còn lại thì được người Mỹ cung cấp ngược trở lại cho Lực lượng Phòng vệ Nhật Bản sử dụng một thời gian ngắn sau chiến tranh.
Khi Quân đội hoàng gia Nhật Bản rời khỏi Đông Dương vào cuối năm 1945 thì họ có để lại khoảng vài trăm khẩu súng này ở lại Việt Nam. Họ nhanh chóng tổ chức bàn giao nó lại cho Quân đội nhân dân Việt Nam trước khi rời đi hoàn toàn. Quân đội nhân dân Việt Nam đã nhanh chóng tái sử dụng để có thêm vũ khí chống lại quân Pháp quay trở lại xâm lược.